# Pteropus keyensis
Pteropus keyensis es una especie de murciélago de la familia Pteropodidae.

## Distribución geográfica
Es endémica de las islas Kai (Indonesia).